# Monte Kalatungan
Il Katatungan, o Catatungan, è uno stratovulcano quiescente delle Filippine che si eleva per 2 824 m.s.l.m. nel territorio della municipalità di Talakag, nella  regione del Mindanao Settentrionale, nella parte meridionale dello Stato asiatico.
Il vulcano, principalmente costituito di basalto, è il secondo più alto delle Filippine con diametro alla base di 44 chilometri e forma una lunga cresta nel Mindanao centrale a Est del lago Lanao. Pur essendo stato classificato come quiescente nel 2004 dal PHIVOLCS, non si ha conoscenza di eruzioni avvenute in tempi storici.
Il Kalatungan è compreso nel territorio del Parco naturale del massiccio del Monte Kalatungan, area naturale protetta istituita nel 2000.